# ボヌール・デ・ダム百貨店

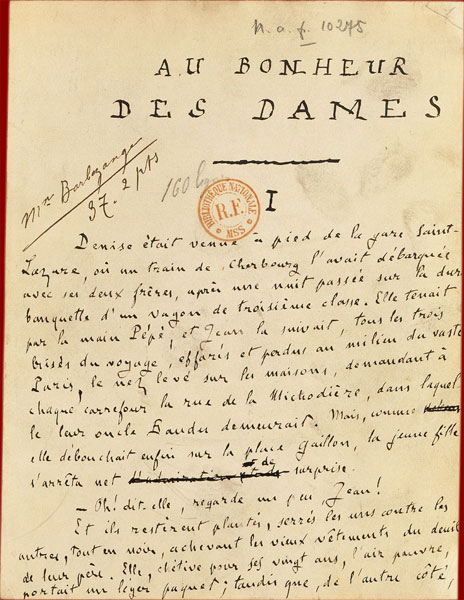
『ボヌール・デ・ダム百貨店』の原稿

『ボヌール・デ・ダム百貨店』（Au Bonheur des Dames）は、1883年に出版されたフランスの自然主義作家エミール・ゾラの小説である。ゾラのライフワークである「ルーゴン・マッカール叢書」（全20巻）の第11巻にあたる。19世紀後半のフランスにおける大衆消費社会の牽引役となったデパートの躍進を描いた本作は、叢書で唯一のハッピーエンドを迎える異色の作品となっている。

## 概要

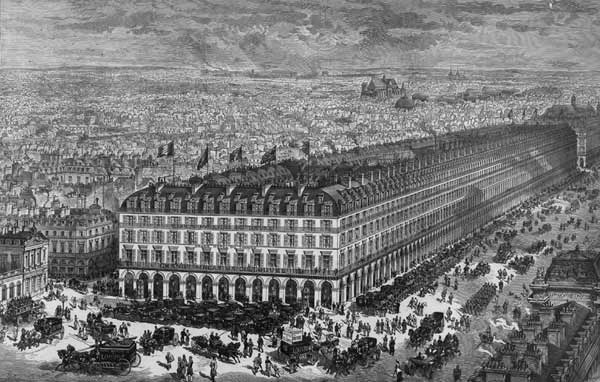
パリのルーヴル百貨店（1877年）

物語の主軸となるのは、パリのデパート「ボヌール・デ・ダム百貨店」の貧しい女店員である主人公ドゥニーズ・ボーデュと、このデパートの経営者で前作『ごった煮』の主人公でもあった青年実業家オクターヴ・ムーレとの身分違いの恋愛である。しかし本作の主たる魅力はむしろ、豪華な店内に所狭しと並べられた大量の魅惑的な商品と、現代の小売店の商法にも通じるバーゲンなどのさまざまな近代的商法によって婦人客を食い物にし、容赦ない価格競争によって近隣の老舗商店を押し潰しながら発展していく、消費社会の権化とも呼ぶべき「デパート」という存在の実態を克明に描いている点にある。（あらすじや登場人物紹介については「外部リンク」を参照。）
ゾラは本作執筆にあたって、パリのさまざまなデパートに対して綿密な取材調査を行ない、デパートの管理経営についてはボン・マルシェ百貨店およびルーヴル百貨店 (fr) の管理職から資料提供を受けた。その結果として本作は、第二帝政期のジョルジュ・オスマンのパリ改造と軌を一にして急成長し、第三共和政下においては続々と巨大な新館を築きつつあったパリのデパートの、ほぼ30年におよぶ発展の歴史を、小説内の5年足らずの時間に圧縮して描くことに成功している。

## 日本語訳
- 『ボヌール・デ・ダム百貨店—デパートの誕生』 吉田典子訳、藤原書店、2004年。ISBN 4894343754
- 『ボヌール・デ・ダム百貨店』 伊藤桂子訳、論創社、2002年、新版2023年。ISBN 978-4846022266

## 映画
- アンドレ・カイヤット監督『貴婦人たちお幸せに』（Au Bonheur des Dames, 1943）